# Convention nationale baptiste canadienne
La Convention nationale baptiste canadienne (anglais : Canadian National Baptist Convention) est une association chrétienne évangélique d'églises baptistes au Canada. Elle est affiliée à l’Alliance baptiste mondiale et l'Alliance évangélique du Canada. Son siège est situé à Cochrane (Alberta). 

## Histoire

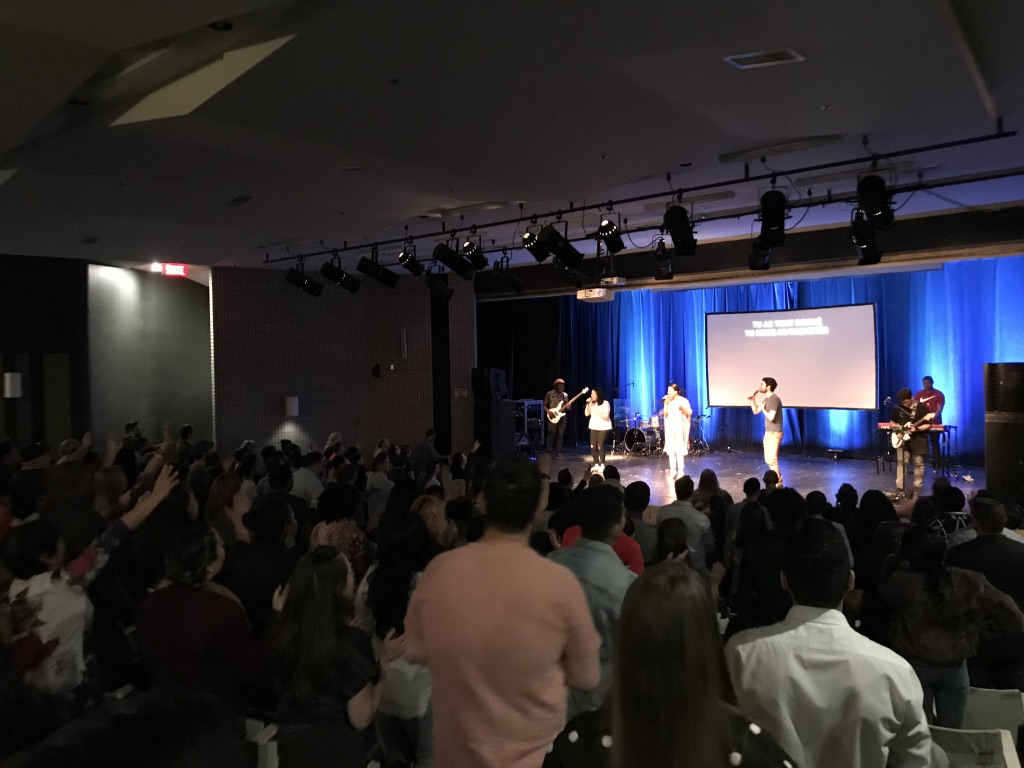
Service à La Chapelle de Montréal.

La Convention a ses origines dans un projet de partenariat entre l’Association des Églises baptistes régulières de Colombie-Britannique et la Convention générale baptiste de l’Oregon-Washington (Southern Baptist Convention), après un discours sur l’évangélisation du secrétaire exécutif de cette dernière au Northwest Baptist College de Port Coquitlam en 1951 . En 1955, 5 églises baptistes régulières de l’Ouest canadien sont devenues membre de la Convention générale baptiste de l’Oregon-Washington . En 1957, ces églises ont fondé la Canadian Southern Baptist Conference. En 1985, elle est renommée Canadian Convention of Southern Baptists et compte 58 églises,. En 1987, elle a fondé le Canadian Baptist Theological Seminary and College, à Cochrane (Alberta). En 2001, elle comptait 10 189 membres. En 2008, elle prend le nom de Canadian National Baptist Convention. Selon un recensement de l’association, en 2023 elle disait avoir 429 églises et 17,116 membres.

## Croyances
La Convention a une confession de foi baptiste.